# Свято-Троицкий Мариинский монастырь
Свято-Троицкий Мариинский монастырь — женский монастырь Коломенской епархии Русской православной церкви, расположенный в городе Егорьевске и открытый стараниями Никифора Михайловича Бардыгина в 1900 году.

## Никитская церковь
Кладбище села Высокое находилось вокруг Георгиевского (Красного) собора и Казанского храма. После образования города Егорьевска в 1778 году было принято решение о закрытии старого кладбища и открытии нового на расстоянии от 100 до 300 саженей от границ города.

## Свято-Троицкая церковь
Существующая при городском кладбище Никитская церковь явилась «холодной», поэтому богослужения в ней совершались только в тёплое время города. Отсутствие постоянной молитвы у могил усопших сродников вызвало искреннюю печаль у горожан Егорьевска. Решить данную проблему можно было только строительством нового «тёплого» храм с самостоятельным причтом. Принял решение о строительстве такого храмы Никифор Михайлович Бардыгин.
Первоначально им в 1878 году был учреждён самостоятельный причт. Богослужения совершались также только в тёплое время года при Никитской церкви, однако теперь за храмом был закреплен постоянный священник не служивший в других церквях округа.
15 февраля 1880 года он обратился к городской думе с просьбой о выделении земли рядом с городским кладбищем для строительства при нём нового храма в честь Святой Троицы для совершения в нём круглогодичных богослужений по усопшим сродникам.

## Богадельня
Идея о строительстве богадельни для девочек-сирот при Свято-Троицком храме принадлежала второй супруге Никифора Михайловича Бардыгина — Марии Владимировне, которая была более чем на 10 лет моложе своего супруга. Она планировала после его смерти уже не вступать в брак и посвятить свою жизнь служению Богу.
Ею в 1892 году было подано анонимное прошение о выделении земельного участка рядом с Троицким храмом. По решению городской думы земля была выделена и на средства Марии Владимировны в 1896 за алтарём храма началось строительство. Здание сооружалось двухэтажным, из кирпича, рассчитанное на 20 человек, с большим холодным подвалом-погребом.
Однако в 1897 строительство прекратилось в связи со смертью благодетельницы. Мария Владимировна скончалась 7 сентября от быстро развившейся болезни. В память о её благотворительных делах и твёрдой вере она была похоронена в левом приделе Свято-Троицкого храма, который посвящен её тезоименитой святой преподобной Марии Египетской.
Желая продолжить дело своей горечо любимой супруги Никифор Михайлович принимает дело строительства богадельни и к первой годовщине смерти Марии Владимировны, в 1898 году заканчивает её возведение.
Освящение и открытие богадельно состоялось 7 сентября епископом Рязанским и Зарайским Мелетием. Перед освящения здания была совершена заупокойная панихида по почившей благодетельнице.
После освящения богадельни в ней расположились помещения для попечения о пожилых людей и девочках оставшихся сиротами. Благодетель заведения — Никифор Михайлович Бардыгин помимо оплаты проживания содержащихся в богадельни так же организовывал учебный и трудовой процесс для девочек-сирот. По достижении 16-ти летнего возраста они направлялись в самостоятельную жизнь. Воспитанницы особенно ценились жителями города Егорьевска, так как отличались большим трудолюбием и имением хороших знаний.